# Brocchinia hechtioides
Espèce
Classification phylogénétique
Synonymes
- Brocchinia cryptantha L.B.Sm.

Brocchinia hechtioides est une espèce de plantes de la famille des Bromeliaceae originaire du Guyana et du Venezuela.

## Synonymes
- Brocchinia cryptantha L.B.Sm.[1].

## Distribution
L'espèce se rencontre du sud du Venezuela à l'ouest du Guyana sur le mont Roraima.

## Description
L'espèce est hémicryptophyte.